# Liste der Naturdenkmale im Amt Malchin am Kummerower See
Die Liste der Naturdenkmale in Amt Malchin am Kummerower See nennt die Naturdenkmale im Amt Malchin am Kummerower See im Landkreis Mecklenburgische Seenplatte in Mecklenburg-Vorpommern.

## Basedow
| Bild | Nr.        | Bezeichnung   | Standort                                                   | Beschreibung | Schutzzweck | Verordnung |
| ---- | ---------- | ------------- | ---------------------------------------------------------- | ------------ | ----------- | ---------- |
| BW   | 2242/110-0 | 2 Stieleichen | Basedow Schlosspark (53° 41′ 58″ N, 12° 40′ 58,4″ O)       | [ 1 ]        |             |            |
| BW   | 2342/100-0 | 2 Stieleichen | Basedow Gessiner Str. 32 (53° 41′ 45,7″ N, 12° 41′ 1,9″ O) | [ 2 ]        |             |            |
| BW   | 2341/101-0 | 3 Stieleichen | Basedow südwestlich (53° 41′ 29,9″ N, 12° 40′ 12,5″ O)     | [ 3 ]        |             |            |
| BW   | 2342/403-0 | Stieleiche    | Basedow südlich K 36 (53° 41′ 46,5″ N, 12° 41′ 32,3″ O)    | [ 4 ]        |             |            |
| BW   | 2342/404-0 | Stieleiche    | Basedow nördlich K 36 (53° 41′ 48,1″ N, 12° 41′ 36″ O)     | [ 5 ]        |             |            |
| BW   | 2342/414-0 | Stieleiche    | Basedow nördlich K 36 (53° 41′ 52,2″ N, 12° 41′ 38,5″ O)   | [ 6 ]        |             |            |
| BW   | 2342/423-0 | Stieleiche    | Basedow nördlich K 36 (53° 41′ 49,7″ N, 12° 41′ 37,1″ O)   | [ 7 ]        |             |            |
| BW   | 2242/405-0 | Stieleiche    | Gessin (53° 42′ 1″ N, 12° 42′ 58,1″ O)                     | [ 8 ]        |             |            |
| BW   | 2341/100-0 | 6 Stieleichen | Seedorf nördlich des Ortes (53° 41′ 24,4″ N, 12° 39′ 2″ O) | [ 9 ]        |             |            |

## Faulenrost
Hier sind keine Naturdenkmale bekannt.

## Gielow
| Bild | Nr.        | Bezeichnung | Standort                                                         | Beschreibung | Schutzzweck | Verordnung |
| ---- | ---------- | ----------- | ---------------------------------------------------------------- | ------------ | ----------- | ---------- |
| BW   | 2342/413-0 | Stieleiche  | Gielow Malchiner Straße 7 (53° 41′ 43,6″ N, 12° 45′ 17,3″ O)     | [ 10 ]       |             |            |
| BW   | 2342/402-0 | Linde       | Gielow Hinrichsfelder Straße 20 (53° 41′ 33,1″ N, 12° 44′ 52″ O) | [ 11 ]       |             |            |

## Kummerow
| Bild | Nr.        | Bezeichnung | Standort                                                                          | Beschreibung | Schutzzweck | Verordnung |
| ---- | ---------- | ----------- | --------------------------------------------------------------------------------- | ------------ | ----------- | ---------- |
| BW   | 2243/425-0 | Linde       | nordöstlich Kummerow (53° 46′ 46,9″ N, 12° 51′ 47,3″ O)                           | [ 12 ]       |             |            |
| BW   | 2243/429-0 | Stieleiche  | Kummerow zwischen Kummerow und Kummerow Ausbau (53° 45′ 51,6″ N, 12° 50′ 19,9″ O) | [ 13 ]       |             |            |
| BW   | 2242/403-0 | Stieleiche  | Leuschentin (53° 45′ 4″ N, 12° 49′ 36,9″ O)                                       | [ 14 ]       |             |            |
| BW   | 2242/401-0 | Stieleiche  | Leuschentin südöstlich Leuschentin (53° 44′ 16,7″ N, 12° 49′ 47,4″ O)             | [ 15 ]       |             |            |

## Malchin
| Bild | Nr.        | Bezeichnung      | Standort                                                                                  | Beschreibung | Schutzzweck | Verordnung |
| ---- | ---------- | ---------------- | ----------------------------------------------------------------------------------------- | ------------ | ----------- | ---------- |
| BW   | 2242/106-0 | Stieleiche       | Alt Pansdorf Alt Pansdorfer Weg; Kirchhof Alt Pansdorf (53° 44′ 49,4″ N, 12° 40′ 19,5″ O) | [ 16 ]       |             |            |
| BW   | 2242/410-0 | Linde und Buche  | Duckow Dorfstraße, Kirchhof (53° 42′ 19,9″ N, 12° 47′ 36,5″ O)                            | [ 17 ]       |             |            |
| BW   | 2242/101-0 | 3 Linden         | Gorschendorf Kirchhof Gorschendorf (53° 46′ 47,1″ N, 12° 47′ 28″ O)                       | [ 18 ]       |             |            |
| BW   | 2242/102-0 | 2 Linden         | Gorschendorf Gutspark (53° 46′ 42,2″ N, 12° 47′ 33,2″ O)                                  | [ 19 ]       |             |            |
| BW   | 2242/104-0 | Stieleiche       | Remplin südlich B 104 (53° 45′ 18,5″ N, 12° 43′ 2,6″ O)                                   | [ 20 ]       |             |            |
| BW   | 2242/105-0 | Stieleiche       | Remplin NÖ Rosenstraße (53° 45′ 21,9″ N, 12° 41′ 49,5″ O)                                 | [ 21 ]       |             |            |
| BW   | 2242/107-0 | Stieleiche       | Remplin Schlosspark, am Schloss (53° 45′ 11,8″ N, 12° 41′ 55,3″ O)                        | [ 22 ]       |             |            |
| BW   | 2242/108-0 | Stieleiche       | Remplin Wendischhägener Straße; Ziegelei Remplin (53° 44′ 51,4″ N, 12° 41′ 10,2″ O)       | [ 23 ]       |             |            |
| BW   | 2242/109-0 | Stieleiche       | Remplin Wendischhägener Straße (53° 44′ 47,8″ N, 12° 41′ 11,2″ O)                         | [ 24 ]       |             |            |
| BW   | 2242/111-0 | 2 Stieleichen    | Remplin Rempliner Wiesen (53° 45′ 8,2″ N, 12° 42′ 17,5″ O)                                | [ 25 ]       |             |            |
| BW   | 2242/112-0 | 4 Stieleichen    | Remplin Schlosspark/Rempliner Hauptstraße (53° 45′ 16″ N, 12° 42′ 6,7″ O)                 | [ 26 ]       |             |            |
| BW   | 2242/113-0 | 3 Stieleichen    | Remplin Schlosspark, Weg zur Sternwarte (53° 45′ 8,6″ N, 12° 42′ 7,1″ O)                  | [ 27 ]       |             |            |
| BW   | 2242/404-0 | Stieleiche       | Scharpzow nördlich B 104 (53° 42′ 58,4″ N, 12° 49′ 47,6″ O)                               | [ 28 ]       |             |            |
| BW   | 2242/406-0 | Stieleiche       | Scharpzow nördlich B 104 (53° 43′ 2,4″ N, 12° 49′ 37,8″ O)                                | [ 29 ]       |             |            |
| BW   | 2242/407-0 | Lindengruppe     | Scharpzow nördlich B 104 (53° 43′ 2,6″ N, 12° 49′ 48,1″ O)                                | [ 30 ]       |             |            |
| BW   | 2242/408-0 | Stieleiche       | Scharpzow nördlich B 104 (53° 42′ 59,4″ N, 12° 49′ 44,3″ O)                               | [ 31 ]       |             |            |
| BW   | 2242/409-0 | Stieleiche       | Scharpzow nördlich B 104 (53° 43′ 0″ N, 12° 49′ 48,1″ O)                                  | [ 32 ]       |             |            |
| BW   | 2242/411-0 | Buchenlaubengang | Scharpzow nördlich B 104 (53° 43′ 3″ N, 12° 49′ 44,3″ O)                                  | [ 33 ]       |             |            |
| BW   | 2242/412-0 | Platane          | Scharpzow nördlich B 104 (53° 43′ 1,4″ N, 12° 49′ 38,9″ O)                                | [ 34 ]       |             |            |

## Neukalen
| Bild | Nr.        | Bezeichnung | Standort                                                   | Beschreibung | Schutzzweck | Verordnung |
| ---- | ---------- | ----------- | ---------------------------------------------------------- | ------------ | ----------- | ---------- |
| BW   | 2242/100-0 | Stieleiche  | Neukalen Franzensberg 1 (53° 47′ 45,1″ N, 12° 45′ 40,1″ O) | [ 35 ]       |             |            |